# Yuichi Shibakoya
Yuichi Shibakoya (柴小屋 雄一 Shibakoya Yuichi?, nacido el 16 de junio de 1983 en Miyagi) es un exfutbolista japonés. Jugaba de defensa y su último club fue el Persiwa Wamena.

## Trayectoria

### Clubes
| Club           | País      | Año         |
| -------------- | --------- | ----------- |
| Oita Trinita   | Japón     | 2002 - 2010 |
| Mito HollyHock | Japón     | 2004        |
| Sagan Tosu     | Japón     | 2007 - 2008 |
| Ehime FC       | Japón     | 2009        |
| Pelita Jaya    | Indonesia | 2010 - 2011 |
| Persiwa Wamena | Indonesia | 2011 - 2012 |

## Palmarés

### Títulos nacionales
| Título    | Club         | País  | Año  |
| --------- | ------------ | ----- | ---- |
| J2 League | Oita Trinita | Japón | 2002 |